# Avenue des Gobelins
Die Avenue des Gobelins ist eine Straße im 13. und 5. Arrondissement von Paris.

## Lage
Die Straße beginnt an der Kreuzung mit den Straßen Rue de Valence und Rue du Fer à Moulin.

## Namensursprung
Die Straße wurde nach der dort gelegenen Gobelin-Manufaktur benannt.

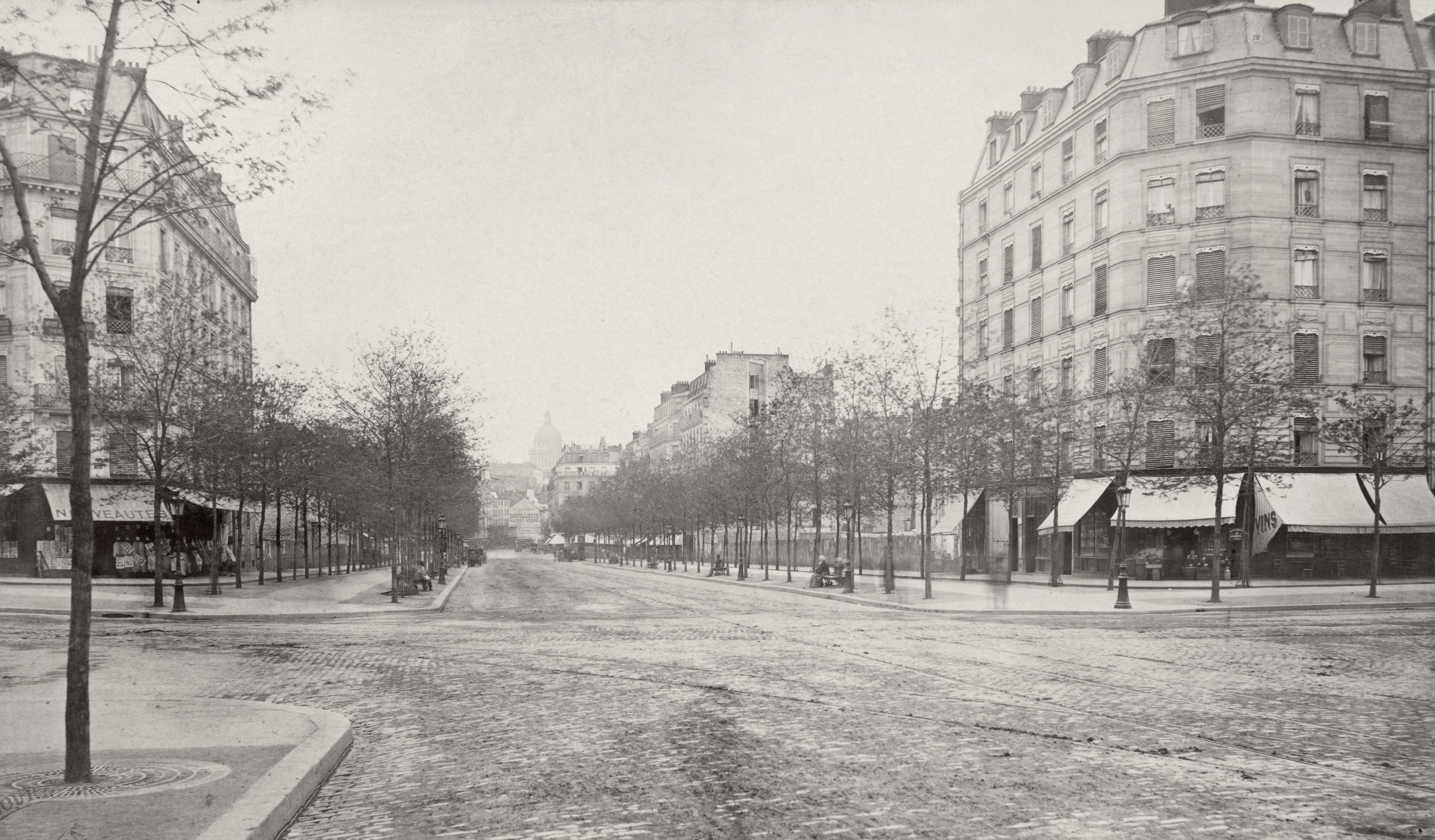
Die Avenue kurz nach ihrem Entstehen, Richtung Panthéon (Foto Charles Marville)

## Geschichte
Die Avenue ist das Ergebnis der im Rahmen der Arbeiten Haussmanns umgestalteten Teile der Rue Mouffetard, die von den Römern im 1. Jahrhundert südlich der Passage über die Bièvre eröffnet wurde, um Lutetia mit Rom zu verbinden. Es entstand eine von Bäumen gesäumte Allee.
Ein Abschnitt der Rue Mouffetard zwischen der Rue de la Reine-Blanche und der Rue Le Brun wurde in „Rue des Gobelins“ umbenannt. Im 18. Jahrhundert hieß der Abschnitt zwischen Rue Croulebarbe und Place d’Italie jedoch „Rue Gautier-Renaud“.

## Sehenswürdigkeiten
- Nr. 42: Hier ist der Eingang zur Gobelin-Manufaktur. Der Schriftsteller Louis Mairet wurde hier 1894 geboren und der Historiker Gustave Geffroy starb 1926 in diesem Haus.
- Nr. 32: An dieser Stelle stand das Haus, in dem Charles Le Brun lebte; es sollen noch Erinnerungsstücke erhalten sein.[4]